# L'uomo nero (romanzo)
L'uomo nero è un romanzo di Luca Poldelmengo pubblicato nel 2012 da Edizioni Piemme Spa.

## Trama
Filippo lavora come autista per Gabriele Gagliardi, un uomo che da semplice cameriere è divenuto proprietario di una catena di alberghi di lusso. Per consolidare la sua posizione ed entrare nei salotti della Roma che conta. sta per sposare Ginevra Colonna, una ricca ereditiera. Ha però una relazione clandestina con Fabiana Alfieri, sorella dell'ispettore Marco Alfieri, amico di Gabriele. Fabiana è la direttrice di uno degli alberghi di Gabriele, è sposata con Sergio ed ha un bambino, Valerio.
Durante una serata con gli amici, dove Filippo ha bevuto troppo, gli viene ritirata la patente e Gabriele lo licenzia. Filippo, disperato, perché deve provvedere alla moglie Anastàzia ed alla figlia Elisa, accetta di lavorare per Damir, un rumeno dedito ad una serie di attività illecite. Tutto sembra andare per il meglio, ma un giorno Damir viene arrestato e Filippo si trova di nuovo senza lavoro. Sopraggiunge però un'offerta di lavoro da parte di Gabriele: se Filippo investe, uccidendola, una donna in motorino, gli troverà lavoro presso un'agenzia di viaggi con contratto a tempo indeterminato. Filippo, all'inizio un po' titubante, finisce per accettare l'offerta, ruba una macchina ed investe uccidendola sul colpo, una donna, che si rivelerà essere Fabiana Alfieri. Fabiana infatti era rimasta incinta di Gabriele, e la cosa rischiava di impedire il matrimonio con Ginevra. Marco, distrutto per la morte della sorella, comincia ad indagare, all'inizio tra le file della polizia stradale, poi quando capisce che non si è trattato di un semplice incidente, ma di un omicidio premeditato, per conto suo.
Triste sarà l'epilogo di questa vicenda: Marco, una volta scoperto che il mandante dell'omicidio è stato l'amico Gabriele, uccide quest'ultimo; Filippo invece viene abbandonato dalla moglie e dalle figlia, perché alla fine Anastàzia aveva scoperto che il marito era un assassino.

## Incipit
L'occhio lunare è spalancato, una nube affilata dal vento ne fende il bulbo, come un rasoio.
Alida – una piccola zingara – procede randagia tra i fili d'erba dell'agro che costeggia la strada, buia per l'assenza di lampioni. Un bagliore compare da dietro la curva.

## Finale
Valerio interruppe quel silenzio colmo con un grido di battaglia.
Correva verso Marco, gli saltò addosso: voleva fare la lotta.
Marco non si tirò indietro, non si sarebbe più tirato indietro. Mai.
Su una cosa aveva sempre avuto ragione: dal suo incontro con i Moai sarebbe tornato un uomo nuovo.

## I personaggi

### Filippo
Filippo è un ragazzo cresciuto nella periferia di Roma. Ha vissuto un po' di espedienti, è stato anche in carcere, ma per amore della figlia e della moglie ha messo la testa a posto. Ma la fortuna non è mai dalla sua parte e una volta che Gabriele lo ha licenziato è disposto a tutto pur di mantenere la sua famiglia. Decide quindi di uccidere, di dar voce all'uomo nero che è in lui, ma alla fine resterà solo.

### Marco Alfieri
Marco è sempre stato succube del padre, non ha mai scelto nulla nella vita, neanche il suo lavoro. Vive con passività, sognando di andare nell'isola di Pasqua, perché sente che poi ci sarà un cambiamento nella sua vita. L'omicidio di sua sorella lo scuote, comincia a prendere in mano le redini della sua vita.

### Gabriele Gagliardi
Gabriele ha faticato tanto per raggiungere la posizione che ricopre. Per questo motivo è disposto a fare di tutto per non perderla, anche far uccidere l'amante. Lui è abituato ad usare tutto e tutti.